# Patrick d'Assumçao
Patrick d'Assumçao, född 1959, är en fransk skådespelare.
d'Assumçao har bland annat medverkat i filmerna En doft av kärlek – Pot au Feu och Jeanne du Barry. Han har även medverkat i TV-serien Tapie.

## Filmografi (i urval)
- 2023 – Tapie (TV-serie)
- 2023 – Jeanne du Barry
- 2023 – En doft av kärlek – Pot au Feu